# Estación de Fuente Obejuna
Fuente Obejuna fue una estación ferroviaria situada en el municipio español de Fuente Obejuna en la provincia de Córdoba, comunidad autónoma de Andalucía. 
Se encuentra a dos kilómetros de la localidad que le da nombre. Su lejanía del núcleo urbano da idea de que su localización fue concebida con un propósito técnico, no enfocado directamente al transporte de viajeros.
El edificio de viajeros no se conserva en la actualidad, quedando como vestigio de la estación dos casillas ferroviarias, una de ellas restaurada en el año 2017 con motivo de la apertura de la Vía Verde de Fuente Obejuna.

## Situación ferroviaria
La estación se encuentra en el punto kilométrico 13 de la línea férrea de vía estrecha (1000 mm) Peñarroya a Puertollano, entre las estaciones de La Coronada-Argallón y Los Eneros. El tramo está desmantelado desde el cierre de la línea el 1 de agosto de 1970.

## Historia
La estación fue abierta al tráfico el 23 de junio de 1895 con la puesta en marcha del tramo Peñarroya-Pueblonuevo a Fuente del Arco de la línea que pretendía unir Fuente del Arco con Puertollano.
Las obras y la explotación inicial de la concesión corrieron a cargo de la Sociedad Minera y Metalúrgica de Peñarroya (SMMP). En el año 1924 pasó a ser explotada por la Compañía de los Ferrocarriles de Peñarroya y Puertollano. 
En 1956 pasó a formar parte del Estado y se incorporaron automotores diésel que sustituyeron al vapor. La estación era diariamente atravesada por trenes de correos y mercancías.
El 1 de agosto de 1970 la línea se clausuró al no ser rentable para el Estado.

## Vía Verde de Fuente Obejuna
Actualmente, la estación se encuentra dentro del recorrido de la Vía Verde de Fuente Obejuna, que recupera un tramo de 4,5 km de la línea de Peñarroya a Fuente del Arco desde la carretera que une la localidad con Los Blázquez, a escasos dos kilómetros de la localidad.
El entorno de la estación ha sido acondicionado, habiéndose restaurado una casilla ferroviaria e incorporada un área de descanso accesible para PMR que incluye un parque infantil. El recorrido también ha sido adecuado, mejorando el firme original y recuperando un puente sobre el arroyo de San Pedro, a escasos metros de la estación.